# 571 Dulcinea
Dulcinea (asteroide 571) é um asteroide da cintura principal, a 1,8250415 UA. Possui uma excentricidade de 0,2426047 e um período orbital de 1 366,21 dias (3,74 anos).
Dulcinea tem uma velocidade orbital média de 19,1874689 km/s e uma inclinação de 5,22678º.
Esse asteroide foi descoberto em 4 de Setembro de 1905 por Paul Götz.